# Knockhill Racing Circuit
Knockhill Racing Circuit is een auto- en motorracecircuit in Fife, Schotland. Het circuit werd geopend in september 1974, en is het meest bekende circuit van Schotland. Het circuit ligt op het platteland, ongeveer 10 km ten noorden van Dunfermline. Het circuit is goedgekeurd door de FIA.

## Geschiedenis
Het circuit werd geopend in september 1974. Het circuit werd gecreëerd door dienstwegen samen te voegen met een nabijgelegen spoorlijn, die al gesloten was in 1951, die de Lethans Colliery diende. De eerste autorace werd gehouden op 18 mei 1975.
Tussen 1974 en 1983 had het circuit verschillende eigenaren die hielpen om de faciliteiten en attracties van het circuit gestaag te ontwikkelen. Derek Butcher werd de eigenaar in 1984, en sindsdien is Knockhill zo ontwikkeld dat het in staat is om de meeste grote Britse auto- en motorsportkampioenschappen te organiseren. Het circuit organiseerde twaalf jaar lang een ronde van de British Touring Car Championships, totdat het contract in 2002 eindigde met de promotors die op zoek waren naar infrastructuurupgrades. Knockhill maakte verbeteringen en de touring car series keerde in 2004 terug naar Knockhill met ITV die het evenement live uitzond. Het Britse Formule 3-kampioenschap en het Britse GT-kampioenschap keerden in mei 2005 ook terug naar Knockhill.
In 2008 noemde Knockhill een bocht 'Leslie's Bend' ter ere van autocoureur David Leslie kort na zijn dood door een vliegtuigongeluk in Farnborough.
In 2012 hervatte het circuit de race- en circuitdagen die in de tegenovergestelde richting werden bereden. Het circuit kreeg een licentie voor motors en auto's om in beide richtingen te concurreren. Dit het eerste racecircuit dat deze licentie heeft gehaald in de moderne tijd in het Verenigd Koninkrijk Vanaf december 2020 heeft het circuit een FIA grade 3 licentie.

## Circuit

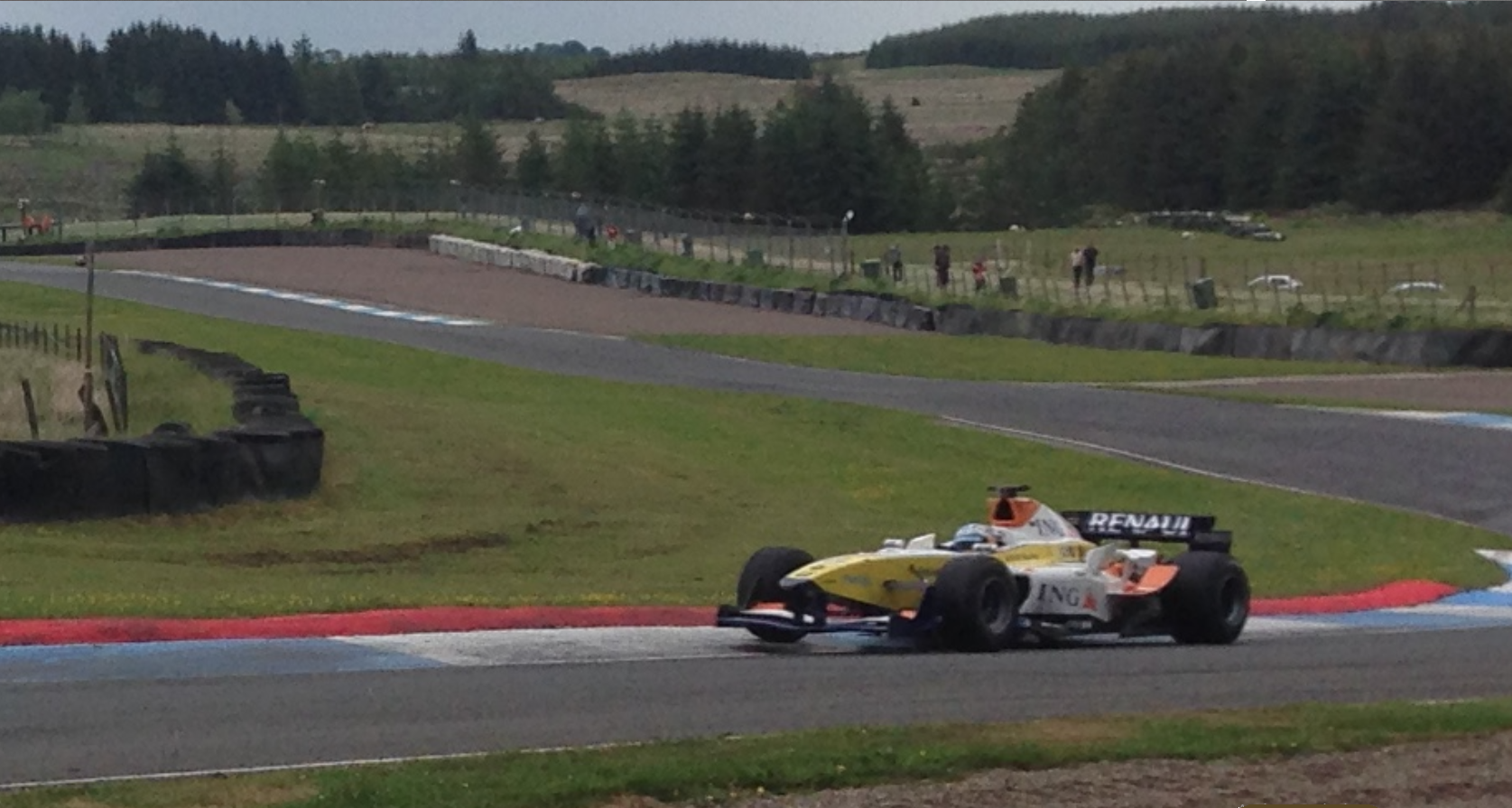
Een auto in Renault Formule 1-kleuren in de Clark-bocht

Het circuit heeft drie lay-outs, de 2,1 km internationale lay-out met 9 bochten, de 1,6 km nationale lay-out met 10 bochten en de 0,8 km tri-oval. Op alle lay-outs is het circuit 10 meter breed en heeft het een totaal hoogteverschil van 37 meter.
Een ronde van Knockhill begint bij de startlijn (wat ongebruikelijk is voor een racecircuit als het op een ander punt dan de finishlijn ligt), daarna gaat de coureur eerst over de kam die het hoogste punt van het circuit markeert. Het circuit vlakt vervolgens uit en loopt onder de voetgangersbrug door voor een korte remzone voorafgaand aan de eerste van de negen bochten, Duffus Dip, een snelle, blinde bergafwaartse rechterbocht die algemeen wordt beschouwd als een van de meest uitdagende bochten in het Verenigd Koninkrijk. Aan de voet van deze daling is een snelle linkerbocht genaamd Leslie's, snel gevolgd door een lastige remzone, omdat voertuigen mogelijk nog steeds onrustig zijn van het egaliseren van de baan door Leslie's, vervolgens is er een negentig graden bocht naar rechts genaamd McIntyre's.
Na de uitgang van McIntyre's is er een kort recht stuk dat naar de volgende bocht leidt, een ondiepe rechterbocht genaamd Butcher's. Hierna zakt de baan naar beneden (tot het laagste punt van het circuit) voordat hij vrij steil omhoog gaat naar een andere zeer uitdagende bocht. The Chicane is een uitdaging omdat het tweede, rechter deel van de bocht volledig blind is en coureurs de apex van het tweede deel pas zien nadat ze zijn ingestuurd en dit in combinatie met de aanwezigheid van een kerb aan de binnenkant van de baan om het afsnijden van bochten te voorkomen, waardoor voertuigen vaak op twee wielen door de chicane gaan (en soms volledig van de grond). Na een korte afdaling over het korte rechte stuk komt de volgende bocht, Clark's, een blinde rechtshandige bergopwaartse bocht. Vrij snel daarna is een bocht die nu Hislop's heet maar voorheen Railway heette, verwijzend naar het feit dat dit gedeelte van het spoor langs de locatie van de oude spoorlijn loopt. Deze bocht is een linkshandige knik die met relatief hoge snelheden wordt genomen.

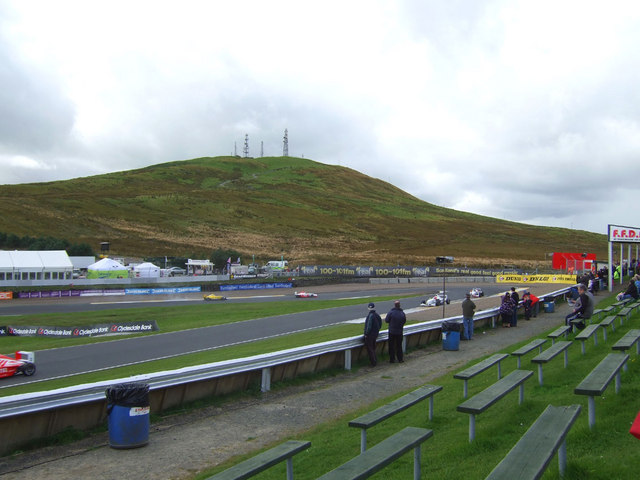
De Formule BMW in de haarspeldbocht

Dan komt het op één na langste rechte stuk van het circuit, ook Railway genoemd, waar voertuigen elkaar vaak slipstreamen ter voorbereiding op de zwaarste remzone die hoort bij de negende en laatste bocht. Taylor's is een van de strakste haarspeldbochten in het Verenigd Koninkrijk. Het heeft een bergopwaartse top, en is het beste inhaalpunt van het circuit. Vroeger stond om sponsorredenen de bocht bekend als de Real Radio Hairpin. Bij het verlaten van Taylor's, accelereert de coureur bergopwaartse rechte stuk naar de finishlijn.

## Evenementen en faciliteiten
Het circuit organiseert het hele jaar door verschillende evenementen, met als belangrijkste punten meestal de jaarlijkse rondes van het British Touring Car Championship en British Superbike Championship. Er zijn ook kleinere evenementen zoals de maandelijkse bijeenkomsten van de Scottish Motor Racing Club, Knockhill Motor Sports Club, Super Lap Scotland en regelmatige circuitdagen voor auto's en motors. Sommige evenementen zijn exclusief voor het circuit, zoals 'Legend Racing' en de Scottish Formula Ford Championship-races. Hoogtepunten van deze evenementen worden uitgezonden als onderdeel van een show op Motors TV. Het circuit heeft parkeergelegenheid op eigen terrein voor 3.000 auto's in de gebieden ten zuiden van Taylor's hairpin, Hislop's, Clark's en de Chicane.
Knockhill biedt een scala aan motorsportfaciliteiten. Naast het hoofdcircuit heeft het een betonnen rallyetappe ten zuiden van de haarspeldbocht, een 500 meter lang kartcircuit ten oosten van het hoofdpaddockgebied, een skidpan ten oosten van het kartcircuit en een offroad-parcours gelegen aan het noorden van het hoofdcircuit. Er is ook nog een offroad-parcours in het binnenveld van het hoofdcircuit, maar dat niet meer wordt gebruikt.
Het hoofdcircuit biedt rijervaringen op het circuit met een keuze uit Ferrari F430, Aston Martin Vantage, 'Legend'-raceauto's, Honda Civic Type R's en Audi-aangedreven formule-auto's. Het rally-parcours kan worden gebruikt voor een rally-rijervaring in aangepaste Ford Fiesta's, de skidpan voor een skid-control rijervaring in een aantal verschillende auto's, en de offroad-cursus met een Jeep Wrangler. Het circuit biedt motorsport proefdagen voor mensen met een handicap, en een rijervaring voor degenen die te jong zijn om legaal op de openbare weg te rijden met Ford Fiesta's.

## Trivia
- Het circuit was de locatie voor de Kaiser Chiefs' "Hole in My Soul"-muziekvideo, onderdeel van hun album Stay Together,[13] en verschijnt in verschillende computerspellen, waaronder Project CARS 2, Colin McRae: Dirt en enkele van de games in de TOCA-serie.
- Het circuit verscheen ook op televisie in aflevering 7 van seizoen 8 in het Britse autoprogramma Top Gear,[14] en de eerste aflevering van Idris Elba: No Limits.[15]